# Mina Celentano
Mina Celentano је заједнички студијски албум италијанске певачице Мине и певача и глумца Адријано Челентано, објављен 14. маја 1998. године за издавачке куће Clan Celentano и PDU.

## Списак пјесама
1. Acqua e sale — 4:42
2. Brivido felino — 3:44
3. Io non volevo — 4:08
4. Specchi riflessi — 4:59
5. Dolce fuoco dell'amore — 4:39
6. Che t'aggia di' — 5:09
7. Io ho te — 4:54
8. Dolly — 5:35
9. Sempre sempre sempre — 4:46
10. Messaggio d'amore — 2:36

## Позиције на листама
| Листа (1998)                     | Највиша позиција |
| -------------------------------- | ---------------- |
| Европа (Music & Media)           | 26               |
| Италија (FIMI-Nielsen)           | 1                |
| Италија (Musica e dischi)        | 1                |
| Швајцарска (Schweizer Hitparade) | 39               |